# Nola quilimanensis
Nola quilimanensis är en fjärilsart som beskrevs av Embrik Strand 1920. Nola quilimanensis ingår i släktet Nola och familjen trågspinnare. Inga underarter finns listade i Catalogue of Life.